# Notocytherinae
Notocytherinae is een onderfamilie van kreeftachtigen uit de klasse van de Ostracoda (mosselkreeftjes).

## Geslachten
- Chelocythere
- Herpetocythere
- Hesperocythere
- Lichnocythere